# داوین در موراویا (تپه‌های پاولوف)
داوین در موراویا (به لاتین: Děvín in Moravia) یک کوه در جمهوری چک است که در شهرستان برژتسلاو واقع شده‌است. داوین در موراویا ۵۴۹ متر بالاتر از سطح دریا واقع شده‌است.